# HMS Bridport (1993)
HMS Bridport (M 105) is een Britse mijnenjager van de Sandownklasse. Het schip is gebouwd door de Britse scheepswerf Vosper Thornycroft. De Bridport is vernoemd naar de zuid Engelse plaats Bridport.

## DeBridportin dienst bij de Estse marine
De Estse marine nam de voormalige Inverness in januari 2009 in dienst als Ugandi met het naamsein M 315. Het schip is genoemd naar de Ugandi een regio in Estland.